# Protobalistum imperiale
Protobalistum imperiale è un pesce osseo estinto, appartenente ai tetraodontiformi. Visse nell’Eocene medio (circa 48 – 50 milioni di anni fa) e i suoi resti fossili sono stati ritrovati in Italia, nel famoso giacimento di Bolca.

## Descrizione
Questo pesce era di grosse dimensioni soprattutto se rapportato ad altri animali simili, come gli attuali pesci balestra; poteva oltrepassare i 70 centimetri di lunghezza. Il corpo di Protobalistum era di forma vagamente ovale, piuttosto alto e compresso lateralmente. La caratteristica più saliente di Protobalistum era data dalle cinque lunghe spine lungo il dorso; la prima spina, e anche la più lunga, era posta direttamente sopra il capo, mentre la più corta era l’ultima, posta proprio davanti alla pinna dorsale (piccola e molto arretrata).
Protobalistum si distingueva da un altro pesce assai simile e vissuto negli stessi luoghi, Spinacanthus, a causa della presenza di grandi scaglie che formavano una sorta di armatura protettiva; nella specie Spinacanthus cuneiformis, queste scaglie erano piccole e non si toccavano fra loro. La pinna anale era più grande di quella dorsale, mentre quella caudale era grande e arrotondata.

## Classificazione
I fossili di questo animale vennero descritti per la prima volta da Abramo Massalongo nel 1857, e vennero scoperti nella famosa Pesciara di Bolca, in provincia di Verona. Protobalistum è stato a lungo confuso con un altro animale simile, Spinacanthus, i cui resti fossili sono stati ritrovati nello stesso giacimento.
Spinacanthus e Protobalistum sono stati ascritti alla famiglia estinta dei Protobalistidae, considerata affine agli attuali Triacanthodidae, all’interno dell’ordine Tetraodontiformes. 

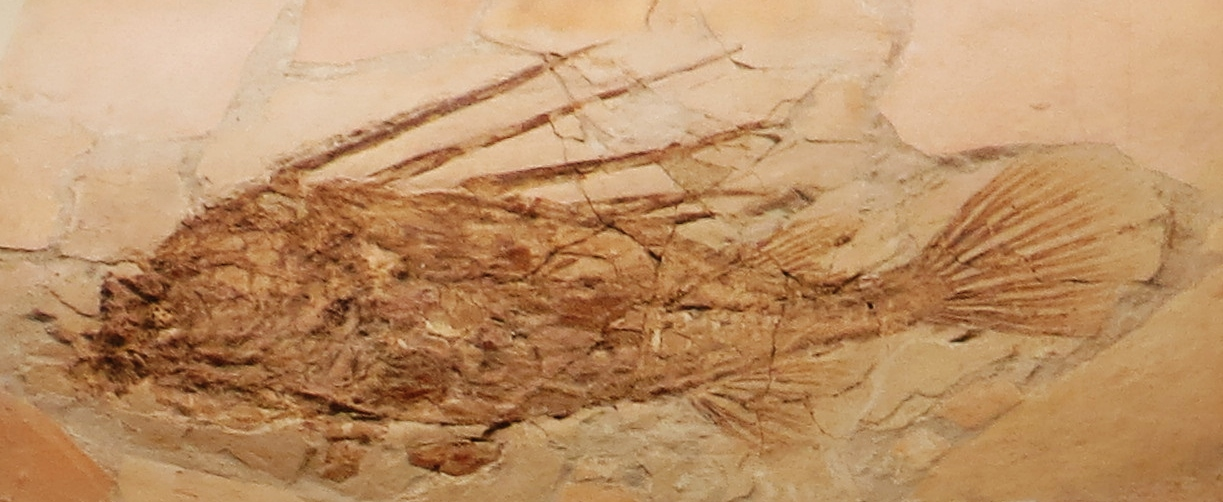
Fossile di Protobalistum imperiale

## Paleoecologia
Questo pesce viveva in zone costiere nei pressi delle scogliere, dove probabilmente si cibava di piccoli animali e anche di prede dal guscio duro, come avviene negli analoghi pesci scatola attuali.